# Kill Kill
Kill Kill — перший мініальбом американської співачки та авторки пісень Лани Дель Рей, яка тоді була відома під псевдонімом Ліззі Грант. Він був випущений 21 жовтня 2008 року у Сполучених Штатах на лейблі 5 Points Records. Три пісні з цього альбому пізніше увійдуть до альбому Lana Del Ray 2010 року. Також, пісню «Yayo» було перезаписано і випущено втретє, для мініальбому Paradise. 

## Створення
В одному з інтерв'ю Лана розповіла про процес створення альбому: 
|  | Я записала тринадцять пісень, тож ніколи не думала про випуск мініальбому лише з трьох треків. Але компанія iTunes попросила випустити що-небудь, після чого вони могли б допомогти з моєю подальшою кар'єрою. До того, як розпочати запис, ми провели три тижні, обмінюючись повідомленнями електронною поштою. Я сказала Дейві, що хочу "чорно-білого звучання", щоб альбом звучав поважно, як Коні Айленд та сумна вечірка. |

Серед виконавців, які вплинули на звучання альбому, співачка назвала Елвіса Преслі, Poison і Van Halen. Грант також заявила, що надихнулась кіно в жанрі             глем —  одним із таких референсів став фільм «Оксамитова золота жила». Автор пісень і засновник 5 Points Records, Девід Ніхтерн, розповів MTV, що Kill Kill був способом для Дель Рей та її команди підняти шум перед випуском повністю спродюсованого студійного альбому. Він також назвав заголовний трек «дуже хорошою піснею».  
1 серпня 2019 року на Reddit і YouTube з’явилося інтерв’ю, в якому Лана розповідала про виробництво мініальбому та свої плани на майбутнє.  

## Обкладинка
Обкладинкою для Kill Kill зайнялася Чак Грант у серпні 2008 року. Зйомки для обкладинки відбулися в Нью-Джерсі. На ній зображена Дель Рей, що позує оголеною перед яскравим світлом лише з барвистою гавайською квітковою гірляндою. Всього є два альтернативні ескізи, які містять незначні відмінності у вигляді тексту й ретуші. 

## Композиції
Мініальбом розпочинається з однойменного треку «Kill Kill», що був записаний в 2007 році в Нью Йорку. Композиція спочатку мала назву «The Ocean», однак її змінили після того, як продюсер звукозапису відкинув її, назвавши нудною. Перший відомий виступ з піснею відбувся в Мангеттені 17 лютого 2009 року (бар «Pianos»). Музичне відео на трек було зняте і змонтоване самою Дель Рей. Воно складається з кадрів, де видно людей, які займаються серфінгом й відпочивають на пляжі в Каліфорнії, старомодні автомобілі та саму Грант, що тримала в руках американський прапор. Всього є чотири неофіційні версії пісні, які відрізняються текстом й довжиною.
Наступна композиція під назвою «Yayo» вперше з'явилась в мініальбомі No Kung Fu, який Лана записала власноруч в 2007 році. Для Kill Kill трек був вперше перезаписаний. Третій та останній перезапис стався в 2012 році, адже «Yayo» — єдина пісня з альбому, яка отримала офіційний реліз й ввійшла до мініальбому Paradise. У 2016 році Дель Рей неодноразово заявляла, що ця композиція про когось, хто був її дуже хорошим другом багато років тому, коли вона жила в Нью-Джерсі. 19 січня 2018 року під час одного з виступів її туру LA to the Moon Tour, співачка розповіла більше про передісторію пісні: вона заявила, що друга, про якого була написаний трек, звали Роб і з ним вона познайомилася через Майкі Мартіна, барабанщика групи Shiny Toy Guns. На початку своєї кар'єри Грант виконувала пісню наживо десять разів у 2007–2009 роках. Як і у випадку з багатьма іншими композиціями, у 2008 році Дель Рей створила домашнє музичне відео на трек. У ньому були кліпи з зображенням самої Дель Рей та кадри з різних фільмів.
Остання пісня з мініальбому, «Gramma (Blue Ribbon Sparkler Trailer Heaven)», також була записана в 2008 році. В цьому ж році композиція вперше з'явилась в Інтернеті й була завантажена як «Blue Ribbon» на сторінці Дель Рей в Myspace під сценічним псевдонімом Sparkle Jump Rope Queen. Грант виконала пісню наживо три рази й записала шість різних відеокліпів на неї. 
Всі три композиції з'явились у першому студійному альбомі співачки під назвою Lana Del Ray.

## Критичний прийом
Журнал Index назвав Kill Kill «пишним і кінематографічним, зі струнними та електрогітарами». На трьох треках голос Дель Рей був названий натхненним Мерилін Монро. Феліція С. Салліван з журналу The Huffington Post назвала голос співачки «проникливим і душевним». Коментуючи жанрову приналежність матеріалу, Салліван сказала, що його звучання «антижанрове» і є сумішшю джазу, попмузики, року, електроніки та блюзу. Лірика пісень з Kill Kill, за словами журналістки, темна і елегантна. Неодноразово було наголошено, що любов до Америки відчувається у всій творчості Грант, особливо у кліпах.
Ширлі Гальперін з The Hollywood Reporter зазначила, що цей альбом відрізняється від тону та звучання дебютного синглу Лани «Video Games», який привернув значну увагу ЗМІ.

## Трек-лист
Усі пісні спродюсував Девід Кане.
| #  | Назва                                          | Тривалість |
| -- | ---------------------------------------------- | ---------- |
| 1. | «Kill Kill»                                    | 4:00       |
| 2. | «Yayo»                                         | 5:50       |
| 3. | «Gramma (Blue Ribbon Sparkler Trailer Heaven)» | 3:50       |